# Philippe Louviot
Philippe Louviot (Nogent-sur-Marne, Val-de-Marne, 10 de març de 1964) va ser un ciclista francès que fou professional entre 1985 i 1995. En el seu palmarès destaca la victòria al Campionat de França de ciclisme en ruta de 1990. És net de Raymond Louviot, ciclista professional entre 1931 i 1949.

## Palmarès
- 1985
  - 1r a la Ruban Granitier Breton
- 1987
  - Vencedor de la classificació de la muntanya dels Quatre dies de Dunkerque
- 1988
  - Vencedor d'una etapa del Tour de la CEE
- 1990
  -  Campió de França en ruta
  - 1r al Premi de Le Havre
  - 1r al Premi de Callac
  - 1r al Premi de Vayrac
- 1992
  - 1r al Premi d'Arpajon-sur-Cère
  - 1r al Premi de Decazeville
  - Vencedor d'una etapa de la Bicicleta Basca
- 1994
  - 1r al Premi d'Aubervilliers
  - 1r al Premi de Nantes

### Resultats al Tour de França
- 1989. 59è de la classificació general
- 1990. 47è de la classificació general
- 1991. 44è de la classificació general
- 1992. 57è de la classificació general
- 1993. 64è de la classificació general
- 1994. 74è de la classificació general

### Resultats a la Volta a Espanya
- 1990. 48è de la classificació general
- 1995. Abandona (2a etapa)